# Correctiv
Correctiv (Eigenschreibung: CORRECTIV) ist ein Medienunternehmen mit Sitz in Essen und einem weiteren Standort in Berlin. Betrieben wird es von der Correctiv – Recherchen für die Gesellschaft gemeinnützige GmbH, die auch die Online-Journalistenschule Reporterfabrik betreibt. Über die gewerbliche Tochtergesellschaft Correctiv – Verlag und Vertrieb für die Gesellschaft UG (haftungsbeschränkt) verlegt Correctiv Bücher und führt Faktenchecks für den Internetkonzern Meta Platforms durch.

## Ziele
Durch sein Modell will Correctiv nach eigenen Angaben investigativen und aufklärenden Journalismus für alle Menschen und Medienpartner kostenfrei zugänglich machen. Viele Recherchen werden gemeinsam mit Zeitungen, Magazinen oder Radio- und Fernsehsendern publiziert. Die Inhalte werden primär auf der eigenen Website veröffentlicht; bei Recherchen werden zum Teil Bürger beteiligt. Es gibt ein Bildungsprogramm mit Recherche-Workshops und Online-Tutorials, unter anderem in der Online-Journalistenschule Reporterfabrik. Correctiv plädiert außerdem für eine redaktionelle Gesellschaft: eine demokratische Gemeinschaft, in der Bürger wie Journalisten agieren, um Wahrheit herzustellen und das Gemeinwohl aktiv mitzugestalten.

## Geschichte
Nachdem am 9. Dezember 2013 ein Gesellschaftsvertrag unterzeichnet worden und am 6. Januar 2014 der Handelsregistereintrag erfolgt war, nahm Correctiv die praktische Arbeit am 14. Juli 2014 auf. Gegründet wurde es von David Schraven, der zuvor das Rechercheressort der Funke Mediengruppe leitete. Von der Brost-Stiftung erhielt es eine Anschubfinanzierung in Höhe von drei Millionen Euro.
Im Januar 2017 wurde die Gründung der Online-Journalistenschule Reporterfabrik bekanntgegeben, die im Dezember 2018 startete.
Am 15. Januar 2017 kündigte Facebook eine Kooperation mit Correctiv an. Bestimmte Beiträge, die von Nutzern als Falschmeldung oder Fake News gemeldet werden und sich stark verbreiten, sollten von Correctiv überprüft werden. Gelangen deren Faktenchecker zu dem Schluss, dass Zweifel am Inhalt eines solchen Beitrags vorliegen, werde der Facebook-Beitrag zwar nicht gelöscht, aber mit einem Warnhinweis versehen, der darauf hinweist, dass die Geschichte von unabhängiger Seite angezweifelt werde. Correctiv füge einen Link auf einen eigenen Text hinzu, der dem verfälschenden Beitrag Fakten gegenüberstelle. Weiterhin werde die Sichtbarkeit dieser Beiträge durch technische Parameter in der Datenbank von Facebook reduziert. Die Arbeit wird nach einer ersten kostenfreien Testphase inzwischen von Facebook bezahlt. Faktenchecks von Aussagen von Politikern sind möglich, wenn es sich um Tatsachenbehauptungen handelt und die Relevanzkriterien erfüllt sind. Durchgeführt werden die Faktenchecks von der gewerblichen Tochtergesellschaft Correctiv – Verlag und Vertrieb für die Gesellschaft UG (haftungsbeschränkt).
Im Januar 2017 starteten Can Dündar und Correctiv das deutsch-türkische Onlinemagazin Özgürüz, das von Dündar geleitet wird. In der Türkei ist die Website gesperrt.
Zusammen mit der Rudolf Augstein Stiftung wurde im August 2018 Correctiv.Lokal gestartet, ein Netzwerk für die gemeinsame Recherche von Lokaljournalisten, Bloggern und Fachexperten.
Im Mai 2020 wurde mit Unterstützung der Ruhr-Konferenz der Landesregierung von Nordrhein-Westfalen und der RAG-Stiftung die Jugendredaktion Salon5 gegründet.

## Leitung und Organisation
David Schraven war von Juli 2014 bis Mai 2015 Chefredakteur, Markus Grill von Juni 2015 bis August 2017 und Oliver Schröm von Januar 2018 bis Oktober 2019. Vom November 2019 bis September 2024 bildeten Olaya Argüeso und Justus von Daniels die Chefredaktion. Olaya Argüeso Pérez verlies im September 2024 Correctiv. Anette Dowideit ist seit Januar 2025 neben Justus von Daniels zweite Chefredakteurin von Correctiv.
David Schraven ist seit der Gründung ein Geschäftsführer der Gesellschaft. Von November 2014 bis November 2016 war Christian Humborg zweiter Geschäftsführer und von Mai 2018 bis Januar 2022 Simon Kretschmer. Von September 2022 bis November 2024 war Jeannette Gusko als Geschäftsführerin neben David Schraven tätig.
Die wirtschaftliche Arbeit wird durch den Aufsichtsrat überwacht, der von Lukas Beckmann (seit 2017), Dagmar Hovestädt (seit 2017) und Andrew Murphy (seit 2015) gebildet wird. Bis 2017 gehörten Hedda von Wedel und Gerhard Winter dem Aufsichtsrat an. Die Qualität der journalistischen Arbeit wird durch einen Ethikrat überwacht. Gründungsvorsitzender des Gremiums war Bodo Hombach, der 2016 wegen eines Interessenkonfliktes das Amt niederlegte.

## Gesellschafter und Finanzierung
Correctiv besitzt die Rechtsform einer gemeinnützigen GmbH. Berichte, wonach Correctiv ein Verein sei, sind falsch. Auch ist Correctiv keine Stiftung, erhält aber regelmäßig Spenden von solchen.
David Schraven war zunächst alleiniger Gesellschafter der Correctiv – Recherchen für die Gesellschaft gemeinnützige GmbH. Im Oktober 2017 übergab er die Mehrheit der Anteile an weitere Gesellschafter, die Kuratoren. Mitglieder des Kuratoriums sind die Vorsitzende Dagmar Hovestädt (Mitglied des Aufsichtsrats), Lukas Beckmann (Vorsitzender des Aufsichtsrats), Christian Humborg (ehemaliger Geschäftsführer), Maria Scharlau und David Schraven (Geschäftsführer) (Stand: 3. November 2023).
Correctiv ist eine Non-Profit-Organisation und finanziert sich durch Spenden von Einzelpersonen sowie durch Zuwendungen von Stiftungen und aus Steuermitteln. Weitere Einnahmequelle sind Erlöse der gewerblichen Tochtergesellschaft Correctiv Verlag und Vertriebs UG, die Bücher herausgibt und Faktenchecks für Facebook durchführt. Neben den Geschäftsberichten wurden bis Juni 2024 auch alle Spenden, Zuwendungen und Förderbeiträge über 1.000 € namentlich auf der Website ausgewiesen. Am 17. Juni 2024 änderte CORRECTIV seine Offenlegungsrichtlinie im Redaktionsstatut. Anstatt alle Zuwendungen über 1.000 € zu veröffentlichen, werden seither alle Spenden und Zuwendungen über einem Prozent des Jahresumsatzes der CORRECTIV gGmbH grundsätzlich öffentlich gemacht. Alle Zuwendungen von staatlichen oder staatlich kontrollierten Stellen werden zudem laut Redaktionstatut Punkt 6 unabhängig von der Höhe mit Benennung der zuweisenden Stelle immer veröffentlicht. Hauptspenderin war im Gründungsjahr die Brost-Stiftung, die auch die Anschubfinanzierung in Höhe von drei Millionen Euro übernahm. Ohne ihre Unterstützung wäre der Aufbau von Correctiv nach eigenen Angaben nicht möglich gewesen.
Die Summe an Spenden von Einzelpersonen an Correctiv betrug im Jahr 2023 1.894.570,40 €. Weitere Zuwendungen von mindestens 50.000 € erhielt die Organisation von der Luminate Foundation (Omidyar Network) (661.018,53 €), der Bundeskasse (431.059,85 €), der Schöpflin Stiftung (286.000,00 €), der Landeshauptkasse NRW (145.338,00 €), der Mercator Stiftung (140.000,00 €), der RAG-Stiftung (120.000 €), der Google Germany GmbH (115.425,00 €), The Sunrise Project (106.400,00 €), der Adessium Foundation (72.000,00 €), der JX Fund gGmbH (65.391,95 €), der Deutschen Stiftung f. Engagement und Ehrenamt (98.100,80 €), der Zeit-Stiftung (50.000 €) und der European Climate Foundation (50.000 €).
Seit seinem Bestehen erhielt Correctiv außerdem Geld von folgenden weiteren Institutionen: Rudolf Augstein Stiftung, den Open Society Foundations, der Bundeszentrale für politische Bildung, der Deutschen Telekom, der Staatskanzlei des Landes Nordrhein-Westfalen, der Hamburger Stiftung zur Förderung von Wissenschaft und Kultur, der Landesanstalt für Medien Nordrhein-Westfalen, Facebook und der Cassiopeia Foundation.
Die Zuwendungen von der Öffentlichen Hand durch die Bundeskasse und die Landeshauptkasse NRW im Jahr 2023 sind nach eigenen Angaben zweckgebunden und dienen Projekten der Medienbildung. Über die Höhe der Zahlungen von Meta Platforms an die Correctiv Verlag und Vertriebs UG im Rahmen des Faktencheck-Programms von Facebook macht Correctiv keine Angaben. Die Leiterin des Faktencheck-Teams sagte im Juni 2020 in einem Interview mit der Konrad-Adenauer-Stiftung: „Wir haben eine Vereinbarung mit Facebook, dass wir über Vertragsdetails nicht sprechen dürfen“.

## Recherchen und Projekte (Auswahl)
| Jahr      | Correctiv-Titel              | Thema                                                                                        | Quelle |
| --------- | ---------------------------- | -------------------------------------------------------------------------------------------- | ------ |
| Jan. 2015 | Flug MH17                    | Abschuss eines Verkehrsflugzeugs über dem ukrainischen Kriegsgebiet                          | [ 41 ] |
| Nov. 2018 | Die Alte Apotheke            | Medizinskandal Alte Apotheke Bottrop um die Fälschung von Krebsmedikamenten                  | [ 42 ] |
| Mai 2019  | Wem gehört die Stadt?        | Eigentumsstrukturen im Immobilienmarkt                                                       | [ 43 ] |
| Okt. 2018 | The CumEx Files              | Mehrfache Erstattung nur einmal abgeführter Kapitalertragsteuer (Cum-Ex-Steuerbetrug)        | [ 44 ] |
| Mai 2019  | Grand Theft Europe           | Umsatzsteuer-Betrug durch Karussellgeschäfte                                                 | [ 45 ] |
| Feb. 2020 | Die Heartland-Lobby          | Unterstützung der deutschen Klimawandelleugner durch das US-amerikanische Heartland-Institut | [ 46 ] |
| Jun. 2020 | Pillenkick                   | Schmerzmittelmissbrauch im Fußball                                                           | [ 47 ] |
| Okt. 2020 | Kein Filter für Rechts       | Netzwerke der politischen Rechten nutzt Instagram zu Rekrutierung                            | [ 48 ] |
| Nov. 2020 | Nurses for Sale              | Dubiose Vermittlung ausländischer Pflegekräfte                                               | [ 49 ] |
| Feb. 2021 | Häusliche Gewalt             | Gewalt durch die häusliche Isolation während des Corona-Lockdowns                            | [ 50 ] |
| März 2021 | Der Schattenmann             | AfD-Spendenskandal                                                                           | [ 51 ] |
| Okt. 2022 | Draußen Held, drinnen Gewalt | Das Schweigen der „Spielerfrauen“ z. B. im Fall Jérôme Boateng                               | [ 52 ] |
| Jan. 2024 | Geheimplan gegen Deutschland | Treffen von Rechtsextremisten in Potsdam 2023 zum Thema Vertreibung                          | [ 53 ] |

## Auszeichnungen
- 2014: Journalist des Jahres in der Kategorie Newcomer für das Team von Correctiv[54]
- 2015: Grimme Online Award der Kategorie Information für die umfangreiche Webreportage MH17 – Die Suche nach der Wahrheit[55][56][57]
- 2015: Deutscher Reporterpreis in der Kategorie Innovation für die grafische Reportage Weisse Wölfe von David Schraven und Jan Feindt[58]
- 2015: Deutsch-Französischer Journalistenpreis für MH17 – Die Suche nach der Wahrheit[59]
- 2016: Deutscher Reporterpreis in der Kategorie Innovation[60]
- 2016: Journalist des Jahres in der Kategorie Team des Jahres[61]
- 2016: LeadAward in der Kategorie Independent des Jahres[62]
- 2016: Axel Springer Preis in der Kategorie Investigative Recherche für die Undercover-Recherche Tierdiebe[63]
- 2016: Auszeichnung „Innovation des Jahres“ der Medienfachzeitschrift Wirtschaftsjournalist für die Entwicklung der Plattform CrowdNewsroom und die Analyse Sparkassen-Check[64]
- 2016: Deutscher Reporterpreis in der Kategorie Innovation[65]
- 2017: ERM-Medienpreis für nachhaltige Entwicklung. Auszeichnung an Fabian Löhe und Annika Joeres für Correctiv[66]
- 2018: Deutsch-Französischer Journalistenpreis an Annika Joeres und Simon Jockers für Correctiv für Steigende Meere[67]
- 2018: Ehrenpreis des Dr.-Georg-Schreiber-Medienpreises für die investigativen Leistungen von Correctiv[68]
- 2018: Journalistenpreis der Apothekerstiftung Westfalen-Lippe[69][70]
- 2018: Otto-Brenner-Preis: 1. Preis des Otto-Brenner-Preises für kritischen Journalismus für die Artikel Er kommt am Abend und Vergewaltigt auf Europas Feldern von Pascale Müller (Correctiv) Stefania Prandi (BuzzFeed)[71]
- 2018: UmweltMedienpreis der Deutschen Umwelthilfe an Justus von Daniels, Stefan Wehrmeyer und Annika Joeres für die Online-Recherche Irrsinn der Agrarpolitik[72]
- 2019: Nannen Preis in der Kategorie Reportage für den Artikel Vergewaltigt auf Europas Feldern von Pascale Müller (Correctiv) und Stefania Prandi (BuzzFeed)[73]
- 2019: Grimme Online Award in der Kategorie Information für Idee, Recherche und journalistische Umsetzung der Recherche Wem gehört Hamburg.[74]
- 2019: 1. Preis des Otto-Brenner-Preises für kritischen Journalismus mit der Recherche zu den CumEx-Files, gemeinsam mit Die Zeit, Panorama und NDR Info[75]
- 2019: International Fact Checking Award des Poynter-Instituts in der Kategorie Most bizarre Fact-Check für das Faktencheck-Team von Correctiv[76]
- 2019: 1. Preis des Helmut-Schmidt-Journalistenpreises für die Recherche Grand Theft Europe[77]
- 2020: Deutsch-Französischer Journalistenpreis in der Kategorie Multimedia für Grand Theft Europe[78]
- 2020: Daphne-Caruana-Galizia-Journalistenpreis des Europäischen Parlaments[79]
- 2020: Journalist des Jahres in der Kategorie Sport für das Pillenkick-Rechercheteam, gemeinsam mit der ARD-Dopingredaktion[80]
- 2020: 2. Preis des Gutenberg Recherchepreises für den Artikel Das verdeckte Imperium von Michel Penke (Correctiv) und David Meidinger (Tagesspiegel)[81]
- 2020: Knatterton-Auszeichnung des Bundes Deutscher Kriminalbeamter für die „vernetzten, multinationalen“ Recherchen von Correctiv, wie CumEx.[82]
- 2021: Dr.-Georg-Schreiber-Medienpreis in der Kategorie Online für das Pillenkick-Rechercheteam von Correctiv und der ARD-Dopingredaktion[83]
- 2021: Sigma Award for Data Journalism für die Recherche Kein Filter für Rechts von Celsa Diaz, Alice Echtermann, Till Eckert, Clemens Kommerell und Arne Steinberg[84]
- 2021: Deutscher Reporter:innenpreis in der Kategorie Datenjournalismus[85] für Kein Filter für Rechts.[86]
- 2021: 1. Platz in der Kategorie „Chefredaktion national“ bei den Journalisten des Jahres für die Chefredaktion von Correctiv bestehend aus Olaya Argüeso Pérez und Justus von Daniels[87]
- 2023: Theodor-Heuss-Medaille für besonderes demokratiepolitisches Engagement[88]
- 2023: Deutscher Verlagspreis[89]
- 2024: Carlo-Schmid-Preis[90]
- 2024: VOICE Albert O. Hirschman Preis[91]
- 2024: Preis für die Freiheit und Zukunft der Medien[92]

## Kontroversen

### Krankenhauskeime
Eine im November 2014 von Correctiv veröffentlichte Reportage über multiresistente Krankenhauskeime wurde in der taz als „Blamage im Großformat“ kritisiert, die zentrale Aussage sei nicht belegt worden; andere große Zeitungen übernahmen die Reportage jedoch und sahen keinen Grund, an den Ergebnissen zu zweifeln. Correctiv antwortete auf die Kritik der taz und korrigierte ihren Bericht in einem Punkt. In der Rückschau zeigte sich David Schraven allerdings darüber verärgert, „dass so eine unbedeutende Sache ein Gewicht kriegt, als wäre die ganze Recherche falsch“.

### Malaysia-Airlines-Flug 17
Im Zusammenhang mit Recherchen zum Absturz der Boeing 777, Malaysia-Airlines-Flug 17, über der umkämpften Ost-Ukraine im Sommer 2014 strengte Correctiv im April 2015 eine Klage gegen das Auswärtige Amt auf Grundlage des Informationsfreiheitsgesetzes an, um Auskünfte zu dessen Wissenstand zu erhalten. Eine Klageankündigung in Verbindung mit der an den damaligen Bundesaußenminister Frank-Walter Steinmeier gerichteten Frage, warum trotz bekannter Gefahren für Passagierflugzeuge nicht vorab gewarnt worden sei, wurde durch Correctiv in sozialen Medien verbreitet und auch auf die Außenfassade des Auswärtigen Amtes projiziert. Dies veranlasste Kritiker zu der Frage, ob Correctiv nur Journalismus oder nicht auch Aktivismus und Selbstinszenierung betreibe. Volker Lilienthal bewertete, es sei dabei „mehr um die Selbstinszenierung von Correctiv als Watchdog“ gegangen „und weniger um die journalistische Botschaft“.

### Sparkassen
In einer 2016 erschienenen Studie behaupteten Correctiv und die Frankfurter Allgemeine Zeitung, die Sparkassen in Baden-Württemberg hätten überdurchschnittlich viele faule Kredite angesammelt. Die besonders von den Vorwürfen betroffene Sparkasse des Hohenlohekreises wies die Vorwürfe zurück und warf den Correctiv-Autoren eine falsche Berechnungssystematik und eine unvollständige Datenbasis vor; der Vorstandsvorsitzende der Kreissparkasse Heilbronn wies darauf hin, dass die von Correctiv als Grundlage des Artikels genommene Non-Performing-Loans–Quote für die Beurteilung der Risikolage von Sparkassen unzureichend sei.

### Outing einer Landtagskandidatin als Hobby-Prostituierte
Im Mai 2017 veröffentlichte Correctiv kurz vor der Landtagswahl in Nordrhein-Westfalen 2017 den Artikel „Spitzenfrau der AfD in Nordrhein-Westfalen arbeitete als Prostituierte“ über die Tätigkeit einer Kandidatin der AfD als Hobby-Prostituierte im Internet. Die Autoren David Schraven und Georg Kontekakis begründeten die Veröffentlichung damit, eine solche Tätigkeit stehe im Gegensatz zu dem von der Partei propagierten Frauenbild und mache die Politikerin „erpressbar“. Der Artikel wurde in den sozialen Medien heftig kritisiert, auch zahlreiche Journalisten äußerten sich negativ. Michael Hanfeld schrieb in der Frankfurter Allgemeinen Zeitung: „Das von Facebook als Anti-Fake-News-Brigade angeheuerte Journalistenbüro ‚Correctiv‘ befand es kürzlich für nötig, eine AfD-Politikerin bloßzustellen […] Die Begründung dieses vermeintlichen Scoops, der nichts als Denunziation war, fiel ‚Correctiv‘ ziemlich schwer. Dabei wäre es ganz einfach: Wer gegen ‚Hass‘ und ‚Fake News‘ anzutreten meint, sollte die Maßstäbe, die er an andere anlegt, auch gegen sich selbst und jedermann gelten lassen, auf keinem Auge blind sein und nicht nur in eine Richtung ‚recherchieren‘.“ Das Landgericht Düsseldorf untersagte Correctiv zunächst, den Artikel weiter zu verbreiten. Das Oberlandesgericht Düsseldorf urteilte schließlich in letzter Instanz, die Berichterstattung über die Prostitution der AfD-Landtagsabgeordneten sei rechtlich zulässig gewesen. Der Artikel befasse sich „grundsätzlich mit einer Thematik von gesellschaftlicher bzw. politischer Relevanz von allgemeinem Interesse“. Das Urteil ist rechtskräftig.

### Rechtsstreit mitTichys Einblick
Im September 2019 hatte das Online-Magazin Tichys Einblick in einem Artikel einen offenen Brief an UN-Generalsekretär António Guterres erwähnt, dessen Unterzeichner den Klimanotstand bestreiten. Der Hinweis auf den Artikel 500 Wissenschaftler erklären: Es gibt keinen Klimanotfall wurde bei Facebook veröffentlicht und von Correctiv mit einem „teils falsch“-Hinweis versehen. Tichys Einblick sah in seiner Klage in Correctivs Vorgehen keinen Faktencheck, sondern eine Wertung. Den Sonderstatus von Correctiv bei Facebook bezeichnete die Zeitschrift als unlauteren Wettbewerb. Correctiv betreibe einen als Faktencheck getarnten Eingriff in die Meinungs- und Informationsfreiheit. Im Mai 2020 entschied das Oberlandesgericht Karlsruhe, dass Correctivs Darstellung einer Faktenprüfung „für den durchschnittlichen Nutzer“ missverständlich und damit nicht zulässig sei. Die Kritikpunkte von Correctiv betrafen den von Tichys Einblick zitierten offenen Brief. Das Gericht betonte, dass in dem Berufungsverfahren nicht über die Rechtmäßigkeit von Faktenprüfungen auf Facebook im Allgemeinen entschieden wurde. In erster Instanz hatte das Landgericht Mannheim zugunsten von Correctiv entschieden.

### Rechtsstreit mitDie Achse des Guten
Im Oktober 2020 gewann das Online-Magazin Die Achse des Guten vor dem Oberlandesgericht Karlsruhe einen Rechtsstreit gegen Correctiv. Der Arzt Gunter Frank hatte zur Frage geschrieben, ob die vielen positiven Corona-Tests in Schlachthöfen auch daher rühren könnten, dass dort für Menschen harmlose Rinder-Corona-Virentrümmer kursierten, worauf Correctiv den Beitrag mit dem Hinweis versah, dass er teilweise falsche Informationen enthalte. Die Achse des Guten klagte dagegen mit Hilfe von Joachim Steinhöfel und dessen Initiative Meinungsfreiheit im Netz und bekam Recht. Die Website Meedia.de kommentierte, der Fall zeige „einmal mehr eindrücklich die grundsätzliche Problematik bei so genannten Faktenchecks“. Laut Correctiv hat das Gericht entschieden, dass Correctiv einen Faktencheck-Hinweis auf Facebook in einer bestimmten sprachlichen Formulierung nicht mit einem Beitrag des Blogs Achgut verknüpfen darf. Der Correctiv-Artikel (Faktencheck) wurde nicht beanstandet. In der Urteilsbegründung schlug das Gericht eine weniger missverständliche Formulierung vor, mit dieser wurde der Hinweis wieder veröffentlicht.

### Rechtsstreit mit Ulrich Vosgerau gegen Artikelpassage aus „Geheimplan gegen Deutschland“
Das Landgericht Hamburg hat auf Antrag von Ulrich Vosgerau eine einstweilige Verfügung gegen eine Passage der Correctiv-Berichterstattung „Geheimplan gegen Deutschland“ erlassen. Die Verfügung betrifft eine angebliche Äußerung Vosgeraus zu Wahlprüfungsbeschwerden. Correctiv habe Vosgerau falsch zitiert, indem sie behaupteten, er halte massenhafte Beschwerden für erfolgversprechend. Das Gericht entschied, dass Correctiv die Richtigkeit des Zitats nicht nachweisen konnte, und gab Vosgerau recht.
Andere Teile des Antrags, wie die Wiedergabe seiner Antworten auf eine Correctiv-Anfrage und Äußerungen zu Briefwahlen, wurden abgelehnt. Das Gericht befand, dass Correctiv Vosgeraus Aussagen korrekt wiedergegeben habe. Vosgerau kann gegen die abgelehnten Teile Beschwerde einlegen, während Correctiv gegen die einstweilige Verfügung Widerspruch einlegen kann.

## Interessenkonflikte

### Konflikt um Bodo Hombach
Bodo Hombach hatte als Ethikratchef bei Correctiv und Vorstandsmitglied der Brost-Stiftung eine Doppelfunktion, die er 2016 wegen des Interessenkonfliktes selbst beendete, indem er die Funktion im Ethikrat aufgab. Nach Darstellung von Kressnews sorgte die enge Verbindung von David Schraven zu Hombach für Interessenkonflikte, da der Vorsitzende des Vorstandes der Brost-Stiftung, Wolfgang Heit, als Mediziner selbst von den Recherchen von Correctiv zu „Euros für Ärzte“ betroffen gewesen sei, was zur Verringerung der finanziellen Förderung Correctivs durch die Brost-Stiftung und zum Rücktritt Hombachs geführt habe. Die Behauptungen von Kressnews wurden als unzutreffend zurückgewiesen.

### Beteiligung von Aktivisten an Recherchen
Im September 2020 kritisierte die Welt am Sonntag, dass Aktivisten von Fridays for Future, darunter Carla Reemtsma, im Namen von Correctiv zur Beteiligung von nordrhein-westfälischen Kommunen an Energiekonzernen recherchierten, ohne dass dies für die befragten Kommunen erkennbar war. Kritisiert wurde dies auch vom DJV-Vorsitzenden Frank Überall. Laut Correctiv seien solche Recherchen ohne die Hilfe von Bürgern oder Lokalmedien nicht realisierbar.

### Wechsel der Geschäftsführerin ins Wahlkampfteam von Robert Habeck
Im November 2024 verließ die Ko-Geschäftsführerin Jeanette Gusko Correctiv, um für den Bundeswirtschaftsminister Robert Habeck (Grüne) Wahlkampf im Vorfeld der Bundestagswahl 2025 zu machen. Laut Welt-Journalist Andreas Rosenfelder zeige der Fall, wie Medien die Glaubwürdigkeit von Politik und Journalismus beschädigten.

## Dokumentarfilm
- Auf der Spur des Geldes, Dokumentarfilm von Susanne Binninger und Britt Beyer über die investigativen Recherchen von Correctiv, 2021[116]